# 大岡春卜
大岡 春卜（おおおか しゅんぼく、延宝8年（1680年） - 宝暦13年6月19日（1763年7月29日））は、江戸時代中期の大坂で活躍した狩野派の絵師。ライバルとも言える橘守国と共に、近世大坂画壇初期を代表する絵師。法眼位に叙せられる。
諱は愛翼、愛董。春卜をはじめ雀叱、一翁、翠松、雪静（斎）などの諸号がある。本姓は藤原で、高平春卜と名乗る時期もあった。

## 経歴
大坂出身。師は不明で京狩野に近いとする説もあるが、画風から江戸狩野、特に「春」や「信」の字が門弟たちに踏襲されている（「春」字のほうが圧倒的に多い）ことから、江戸幕府の表絵師山下狩野家の狩野春雪信之（狩野元俊長男）に学んだと推測される。マンネリ化し停滞気味の狩野派をよそに大胆な構図と個性豊かな筆致で作品を画き、高い評価を得た。絵画の普及に努め、『画本手鑑』などの絵手本や画論を、同じ大坂の絵師の橘守国と競うように刊行した。また冊子の挿絵を得意とし、庶民からも人気を博した。朝廷に厚遇され、享保2年（1717年）頃に法橋、享保20年（1735年）法眼を与えられ、元文4年（1739年）には大覚寺の寛深門主に家臣として召し抱えられている。
幼少期の木村蒹葭堂に、画の手ほどきをしたことで知られる。また伊藤若冲は、春教と号していた初期に春卜の絵手本から学んでおり、春卜の弟子だったとも言われる。彼ら以外にも多くの門人を育て大岡派の祖となった。最晩年まで健康と体力に恵まれていたらしく、宝暦5年（1755年）妙心寺霊雲院「若松に鶴図」、翌年同衡梅院、宝暦8年（1758年）高野山清浄院「山水図」などに襖絵を描いている。享年84。菩提寺は、大阪天王寺区下寺町の光明寺。墓碑銘には、漢学者の岡白駒による長文の撰文が刻まれており、春卜の伝記をある程度知ることができる。

## 朝鮮通信使との交歓
寛延元年（1748年）、春卜は朝鮮通信使の画員の李聖麟（号は蘇斎）と邂逅している。李聖麟は将軍との謁見を果たしその帰路に大坂に立ち寄っていたところだった。はじめて春卜にあった李聖麟であったが、手を握り膝をなでながらその出会いをおおいに喜んだ。その場には多くの好事家が集っており筆を執りあっての画会となっていた。春卜は野馬・山水・梅・芦雁図などを、李聖麟は梅月・福禄寿図などを即興で描き、互いの画を交換して長く保持しあうことを誓い合った。このときを記念して、漢詩・和歌・俳諧などを集めた『桑韓画会家彪集』が翌年に刊行されている。
又いつか 何かたのまん こまの人に 逢もよはいも まれのちぎりを　法眼春卜一翁

## 門弟
- 江阿弥（大岡春信）
- 大岡道信
- 大岡春川 - 養子
- 大岡春耕斎
- 須賀蘭林斎

## 作品

### 法橋期
| 作品名       | 技法         | 形状・員数 | 寸法（縦x横cm） | 所有者         | 年代                  | 落款・落款         | 備考                        |
| ------------ | ------------ | ---------- | --------------- | -------------- | --------------------- | ------------------ | --------------------------- |
| 本興寺障壁画 |              |            |                 | 尼崎市・本興寺 | 1720年（享保5年）頃か |                    |                             |
| 四季草木図   | 紙本着彩     | 1巻        |                 | 伊丹市立博物館 | 1729年（享保14年）    |                    | 上島鬼貫賛 伊丹市指定文化財 |
| 梅に牧牛図   | 紙本金地著色 | 六曲一双   |                 | 大阪天満宮     |                       |                    |                             |
| 四季風俗図   | 紙本著色     | 六曲一双   |                 | 大阪市立美術館 |                       | 落款「法橋春卜筆」 |                             |

### 法眼期
| 作品名                     | 技法                       | 形状・員数       | 寸法（縦x横cm）                                      | 所有者             | 年代                                | 落款・落款                                                                      | 備考 |
| -------------------------- | -------------------------- | ---------------- | ---------------------------------------------------- | ------------------ | ----------------------------------- | ------------------------------------------------------------------------------- | --- |
| 天神画像                   | 紙本著色                   | 1幅              |                                                      | 道明寺天満宮       | 1741年7月7日（寛保元年5月25日）奉納 | 落款「法眼春卜雪静筆」/「雪静之印」白文方印・「愛董」朱文方印                   | |
| 舞楽図                     | 板絵著色                   | 絵馬1面          |                                                      | 溝咋神社           | 1743年（寛保3年）                   | 落款「法眼春卜一翁筆」/「春卜之印」「法眼」                                     | 現在、本殿内の壁を飾る板絵。                                                                             |
| 浪花及澱川沿岸名勝図巻     | 紙本墨画淡彩               | 1巻              | 27.0x790.3                                           | 関西大学図書館     | 1745年（延亨2年）                   |                                                                                 | |
| 耕織図屏風                 | 紙本著色金砂子             | 六曲一双         | 156.0x354.0（各）                                    | 七宝庵コレクション | 1735-52年（宝暦2年）頃              | 各隻に款記「法眼春卜一翁筆」/「乙卯法眼」朱文方印・「藤愛董印」白文方印         | |
| 天保九如図・四季草花図屏風 | 紙本墨画著色・紙本金地著色 | 六曲一双両面     | 天保九如図:160.4x363.6（各） 四季草花図：172.0x375.6 | 京都国立博物館     | 1752年（宝暦2年）                   | 落款「法眼春卜行年七十三歳筆」                                                  | 天保九如図は探幽様式に京狩野風の強さを加えた山水画だが、四季草花図屏風はたらし込みも用いた琳派風が強い。 |
| 涅槃図                     | 紙本著色                   | 1幅              |                                                      | 池田市・久安寺     | 1754年（宝暦4年）                   |                                                                                 | 池田市指定文化財                                                                                         |
| 霊雲院障壁画               |                            |                  |                                                      | 妙心寺霊雲院       | 1755年（宝暦5年）                   |                                                                                 | |
| 衡梅院方丈障壁画           |                            |                  |                                                      | 妙心寺衡梅院       | 1756年（宝暦6年）                   |                                                                                 | |
| 六歌仙図扁額               | 板絵著色                   | 絵馬2面          |                                                      | 溝咋神社           | 1756年（宝暦6年）                   | 各面に落款「法眼春卜行年七十七翁図」                                            | 現在、本殿宝殿内に保管。1面に遍昭・在原業平・喜撰法師、もう1面に文屋康秀・小野小町・大伴黒主を描く。     |
| 墨花争奇図巻               | 紙本墨画                   | 2巻              | 上巻：28.8x1238.0 下巻：28.8x1468.0                  | 京都国立博物館     | 1757年（宝暦7年）                   |                                                                                 | 大覚寺門跡寛深の命によって制作され、寛深をはじめ高僧・学者など26名が題跋や賛を寄せている。               |
| 清浄院障壁画               |                            |                  |                                                      | 高野山清浄院       | 1758年（宝暦8年）                   |                                                                                 | |
| 牡丹獅子・菊花流水図       | 紙本金地著色               | 衝立1基・表裏2面 |                                                      | 兵庫・加茂神社     | 1760年（宝暦10年）                  |                                                                                 | |
| 観音図                     | 紙本墨画                   | 1幅              | 150.7x84.4                                           | 佛通寺             | 1760年（宝暦10年）                  | 落款「法眼春卜行年八十一翁筆」                                                  | |
| 西王母・百亀・百鶴図       | 絹本著色                   | 3幅対            | 100.8x36.5（各）                                     | 渡辺美術館         | 1762年（宝暦12年）                  | 各幅に款記「法眼春卜行年八十三叟筆」/「乙卯法眼」朱文方印・「藤愛董印」白文方印 | |
| 岳陽楼図                   | 紙本金地著色               | 六曲一双         | 174.7x356.0                                          | 尼崎市             |                                     |                                                                                 | |
| 海浜・春岡群鶴図屏風       |                            | 六曲一双         |                                                      | 個人               |                                     |                                                                                 | |

### 時期不明
- 「屏風下絵図巻」大阪芸術大学所蔵
- 「慈仁法親王像」 仁和寺蔵

## 刊行物
- 『和漢名筆 画本手鑑』全6巻　享保5年（1720年）
- 『画巧潜覧』全6巻　1740年
- 『明朝紫硯』1746年
- 『画史会要』1750年
- 『新刻画品』1761年

## 関連文献
- 朝岡興禎『古画備考』
- 桜井雪館『画則』
- 青柳文蔵『続書家人物志』